# Wybory prezydenckie w Kolumbii w 2010 roku

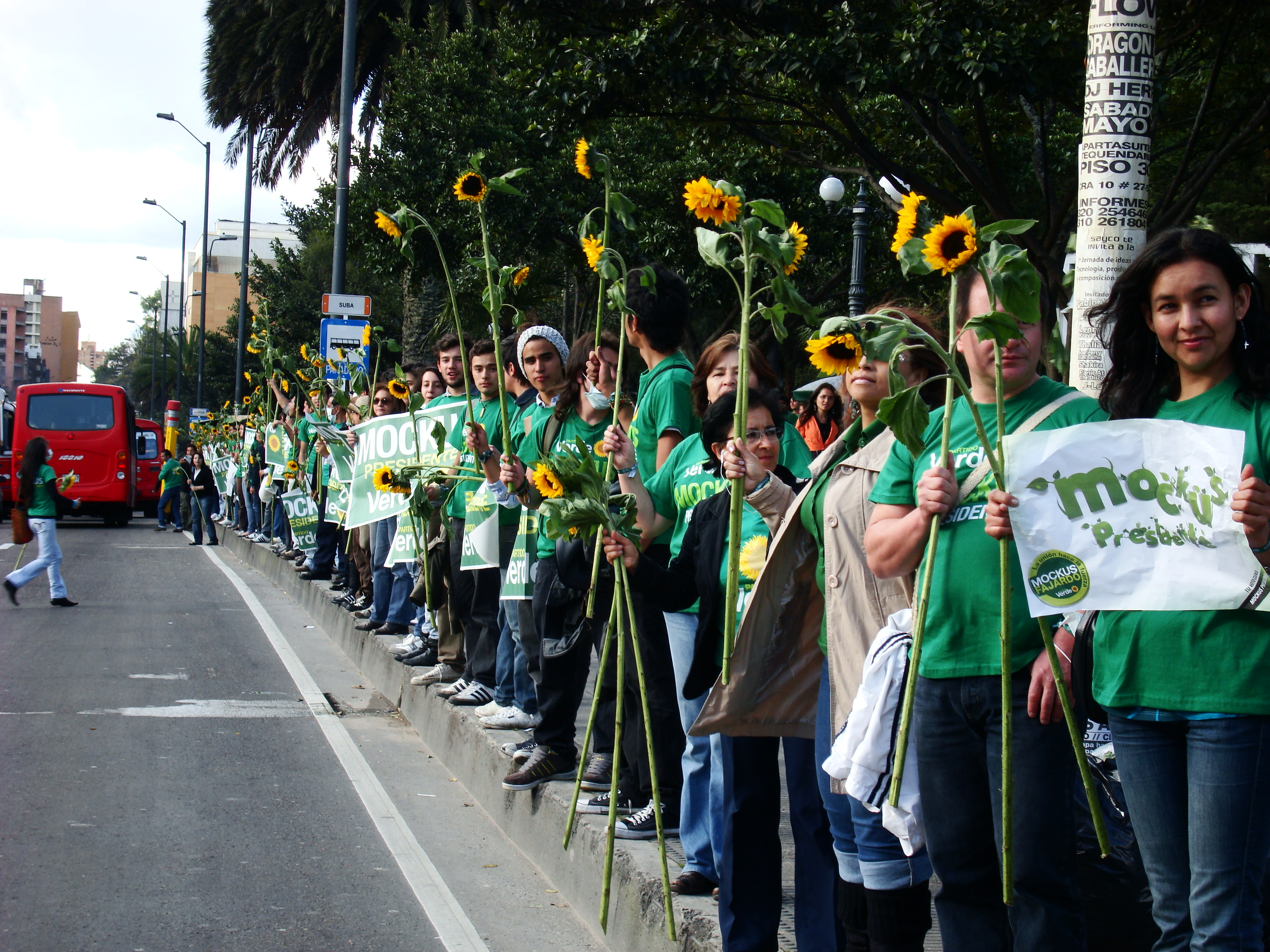
Kampania wyborcza w Kolumbii

Wybory prezydenckie w Kolumbii w 2010 roku odbyły się w dwóch turach głosowania i wyłoniły następcę na stanowisku prezydenta po urzędującym Álvaro Uribe. Pierwsza tura wyborów odbyła się 30 maja 2010. Wygraną odniósł w niej Juan Manuel Santos (46,7% głosów), który 20 czerwca 2010 zmierzył się w drugiej turze z Antanasem Mockusem (21,5% głosów). Odniósł w niej wyraźne zwycięstwo, uzyskując 69% głosów. 

## Organizacja wyborów i kandydaci
Prezydent Kolumbii wybierany jest na 4-letnią kadencję w głosowaniu powszechnym. Zgodnie z prawem, głowa państwa może pełnić mandat przez co najwyżej dwie następujące po sobie kadencje. W związku z tym prezydent Álvaro Uribe, rządzący krajem od 2002, nie mógł ubiegać się o kolejną reelekcję w wyborach w 2010. Decyzję tę w lutym 2010 wydał ostatecznie Sąd Konstytucyjny, który odrzucił propozycję parlamentu w zakresie organizacji referendum w sprawie dopuszczenia do pełnienia urzędu przez prezydenta trzy kadencje z rzędu. Inicjatywę w tej sprawie zgłosili parlamentarzyści z partii prezydenckiej. Sąd orzekł, że referendum takie stanowiłoby "znaczne naruszenie zasad demokratycznych". 
Zaraz po ogłoszeniu wyroku sądu z 26 lutego 2010, Juan Manuel Santos, były minister obrony w rządzie Uribe, zapowiedział zamiar startu w wyborach z ramienia prezydenckiej Partii U. Jego głównym rywalem początkowo wydawał się być Sergio Fajardo, były burmistrz Medellín, który zadeklarował start jako kandydat niezależny. 
14 marca 2010 w Kolumbii odbyły się wybory parlamentarne, w których zwycięstwo odniosła rządząca Partia U. Tego samego dnia odbyły się prawybory w Partii Zielonych i Kolumbijskiej Partii Konserwatywnej. Zwycięzcą w tej pierwszej został były burmistrz Bogoty, Antanas Mockus, natomiast kandydatem konserwatystów została wybrana nieznaczną różnicą głosów Noemí Sanín. Start Sanín oznaczał wystawienie własnych kandydatów przez każdą z trzech głównych partii wchodzących w skład rządzącej centroprawicowej koalicji (Partia U, Kolumbijska Partia Konserwatywna, Radykalna Zmiana). Radykalna Zmiana swoim kandydatem mianowała już wcześniej Germána Vargasa Llerasa.
Kandydatami opozycji, obok Mockusa, byli Gustavo Petro z lewicowego Alternatywnego Bieguna Demokratycznego oraz Rafael Pardo z centrolewicowej Kolumbijskiej Partii Liberalnej. 5 kwietnia 2010 Sergio Fajardo został kandydatem na urząd wiceprezydenta u boku Antanasa Mockusa. Ogółem w wyborach wzięło udział 9 kandydatów:

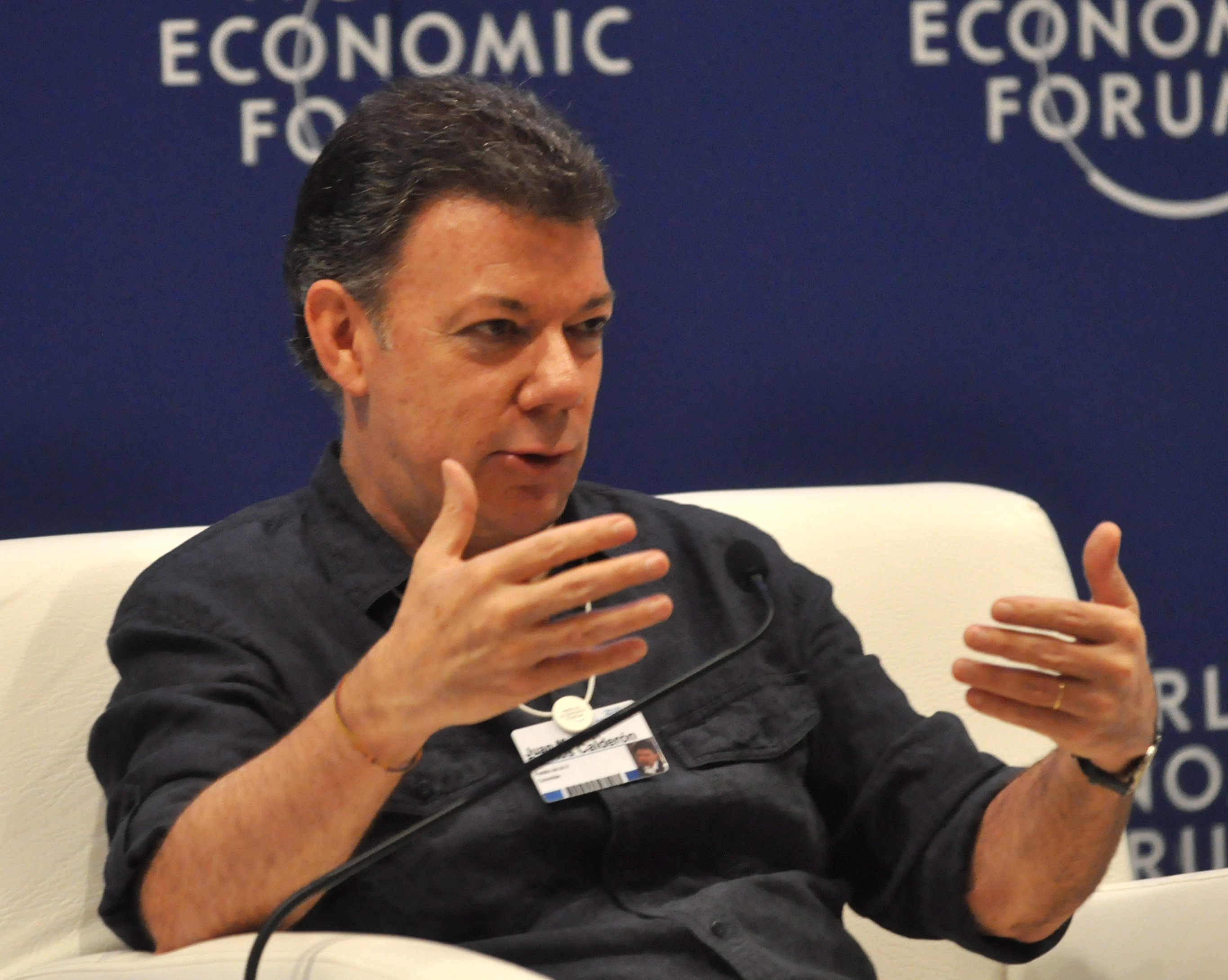
Juan Manuel Santos
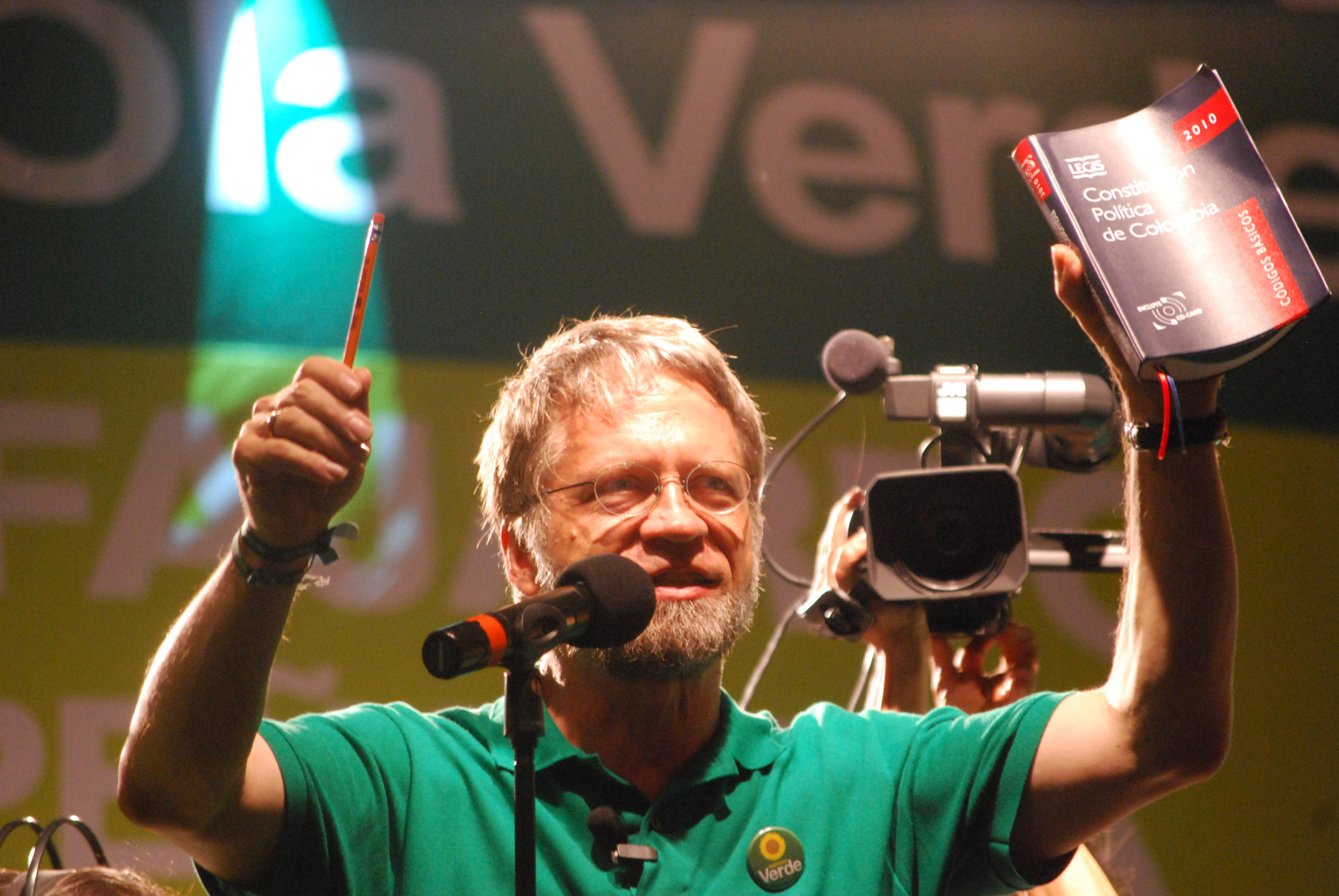
Antanas Mockus
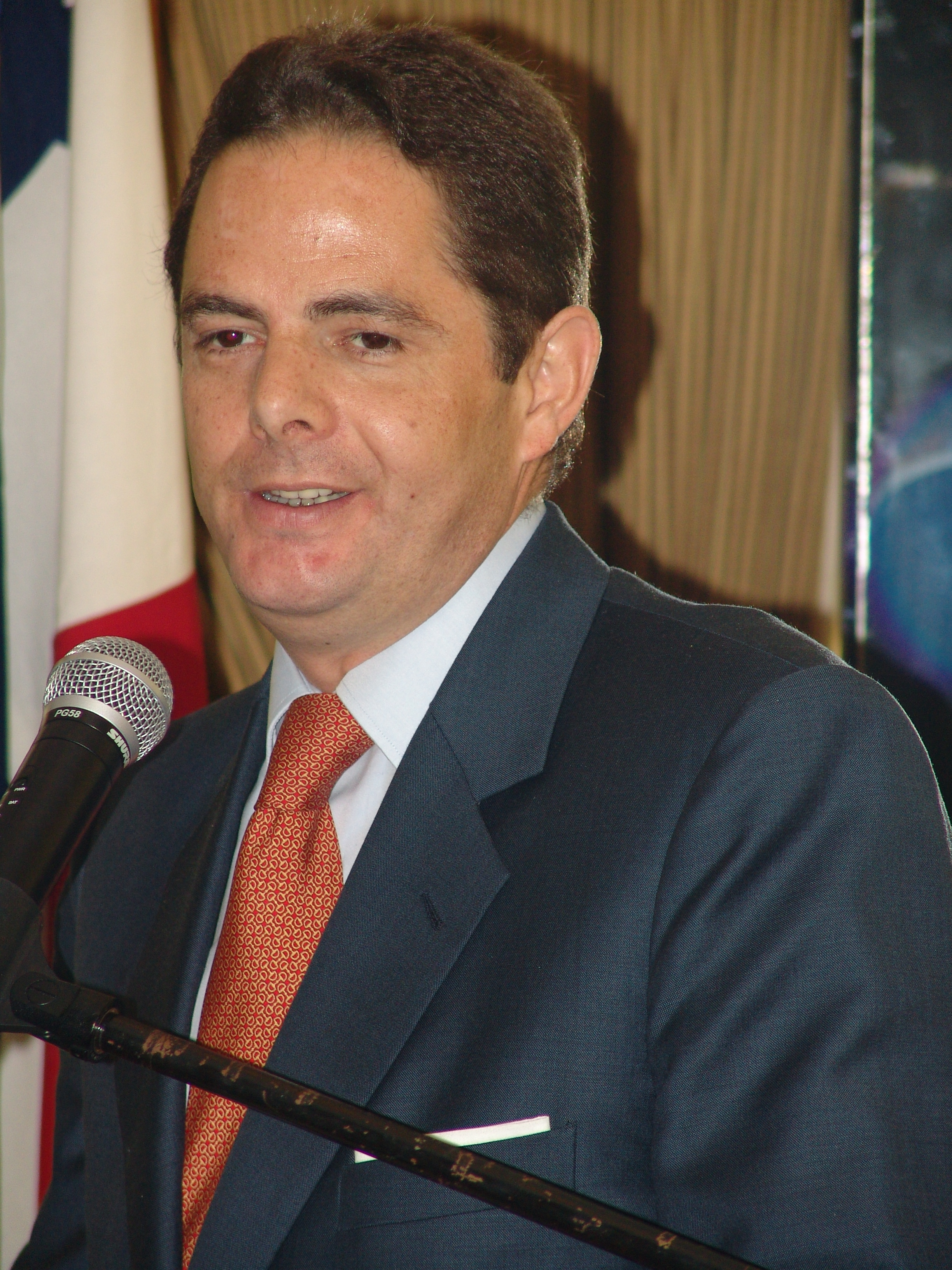
Germán Vargas Lleras
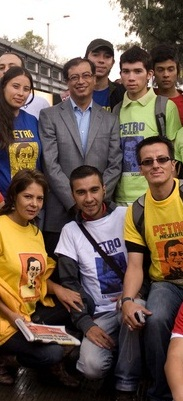
Gustavo Petro
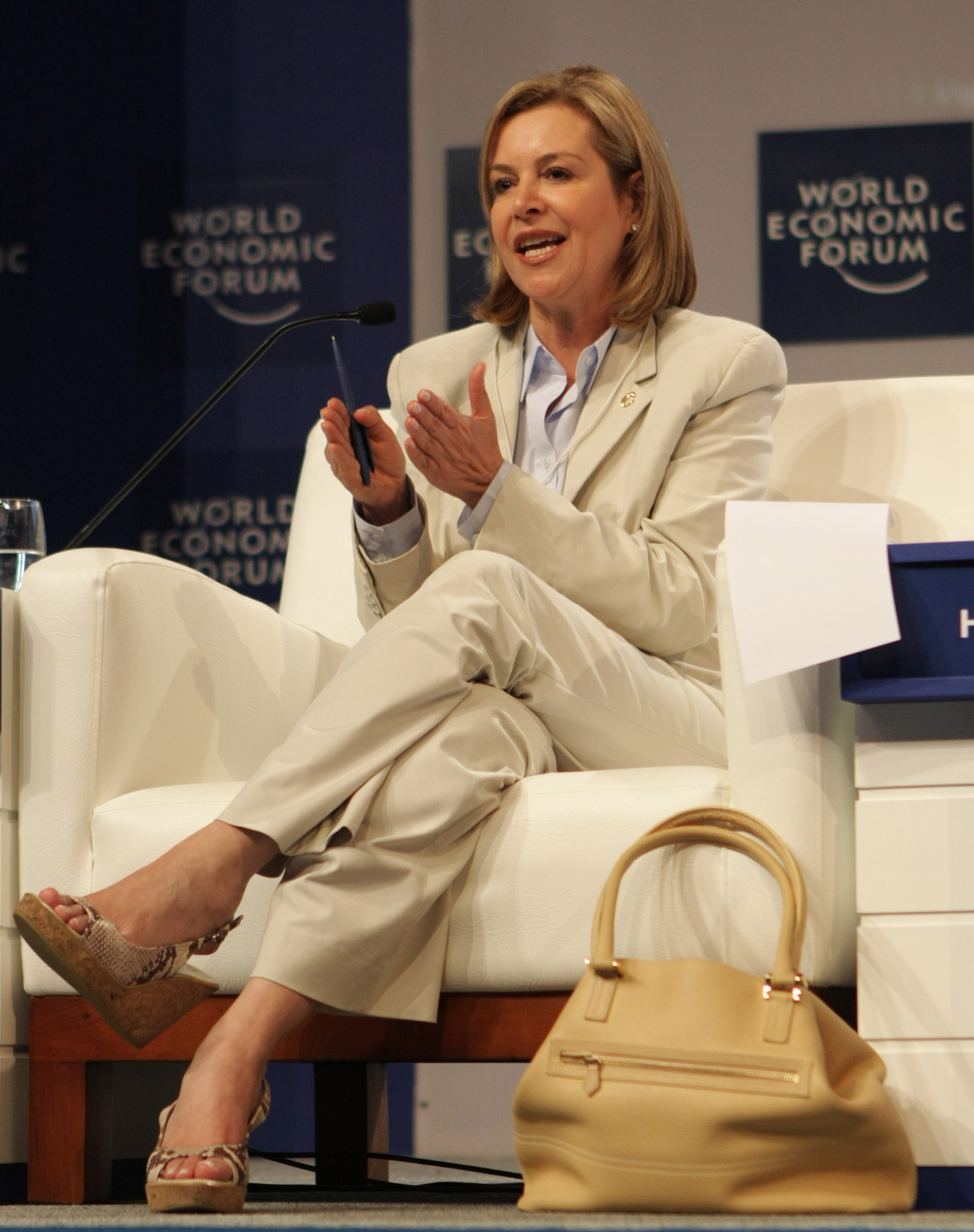
Noemí Sanín
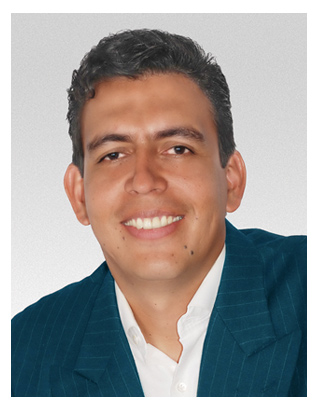
Róbinson Devia
Jairo Calderón
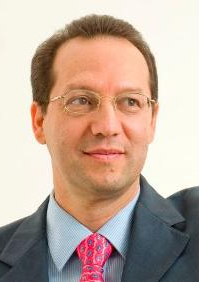
Jaime Araújo

## Kampania wyborcza

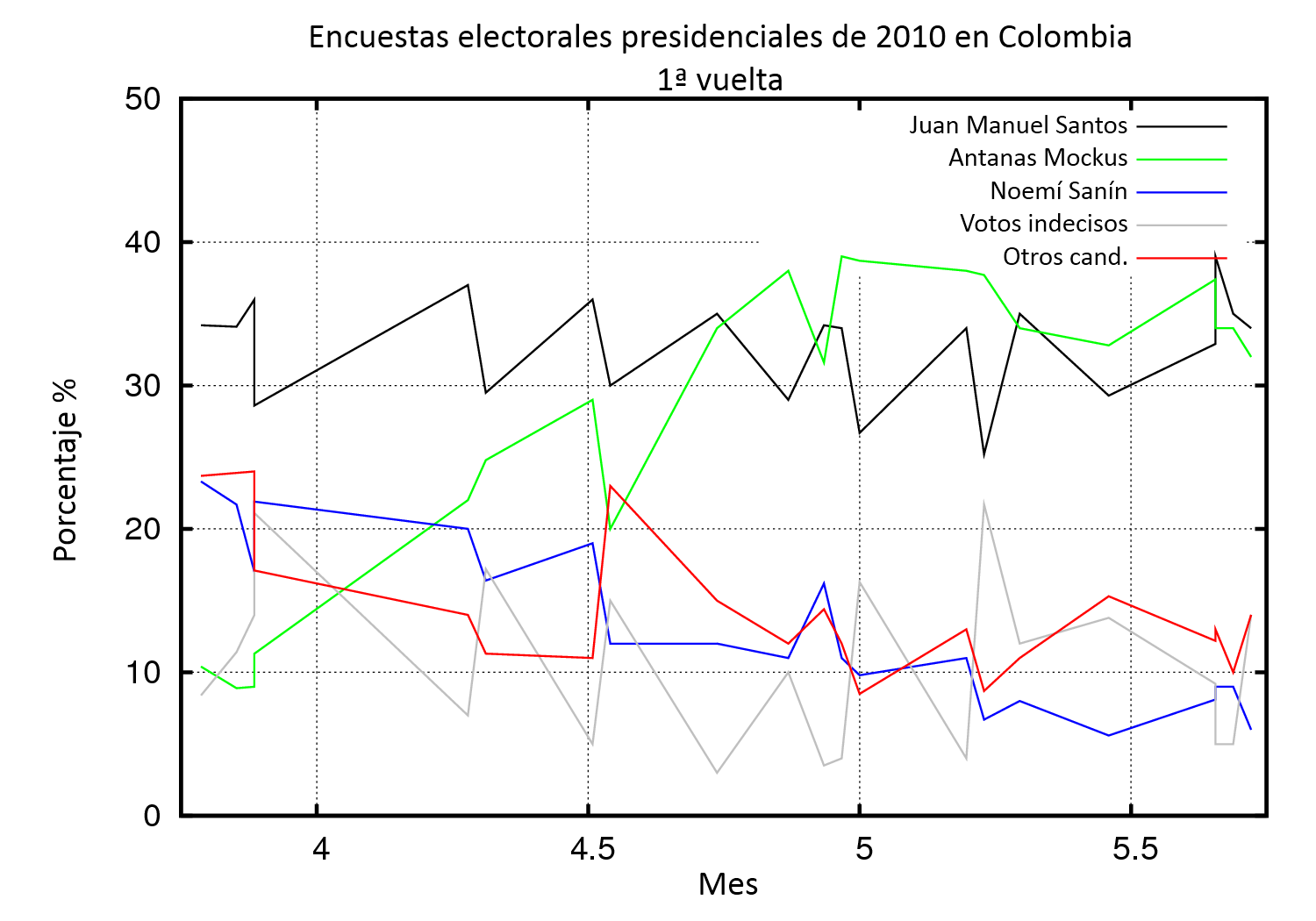
Poziom poparcia głównych kandydatów przed I turą wyborów

Tuż przed pierwszą turą wyborów faworytami do zwycięstwa pozostawali Juan Manuel Santos oraz Anatanas Mockus. Sondaże wskazywały na podobne poparcie dla nich, zarówno w I jak i w II turze głosowania. Santos w czasie kampanii wyborczej deklarował zamiar kontynuowania polityki prezydenta Uribe. W zakresie polityki bezpieczeństwa deklarował zwalczane handlu narkotykami oraz dalszą walkę z FARC. Mockus zapowiadał zmianę stylu uprawiana polityki. Koncentrował się na sprawach edukacji, swoją kampanię prowadził aktywnie w przestrzeni wirtualnej, wykorzystując do tego celu portale społecznościowe. Jego symbolem był słonecznik i kolor zielony. Cieszył się poparciem wśród ludzi młodych i elektoratu miejskiego, podczas gdy Santosa popierała większość mieszkańców prowincji. Przeciwnicy zarzucali Mockusowi brak doświadczenia i nieprzygotowanie do prowadzenia zdecydowanej polityki wobec organizacji paramilitarnych i przestępczych. 

## Wyniki wyborów
Zdecydowane zwycięstwo w I turze wyborów odniósł Juan Manuel Santos, zdobywając 46,7% głosów. Antanas Mockus z Partii Zielonych zajął drugie miejsce z wynikiem 21,5% głosów poparcia. Wysoka wygrana Santosa była o tyle zaskakująca, że stała w sprzeczności z wcześniejszymi sondażami przedwyborczymi. Niemniej jednak znaczna przewaga nad rywalem postawiła go w roli faworyta przed II turą głosowania, zaplanowaną na 20 czerwca 2010. Santos po ogłoszeniu wyników powiedział, że jest nimi podekscytowany, lecz przyjmuje je z pokorą. Stwierdził, że jego wygrana jest również wygraną Kolumbii i demokracji. Wybory według słów ministra spraw wewnętrznych były najspokojniejszymi w ciągu 40 lat. W dniu głosowania służby bezpieczeństwa znalazły i unieszkodliwiły 7 ładunków wybuchowych oraz doszło do 4 ataków zbrojnych, w których zginął co najmniej jeden żołnierz. 
- Wyniki I tury głosowania:

| Kandydat - Partia polityczna | Kandydat - Partia polityczna                             | Liczba głosów | %      |
| ---------------------------- | -------------------------------------------------------- | ------------- | ------ |
|                              | Juan Manuel Santos - Społeczna Partia Jedności Narodowej | 6 802 043     | 46,68% |
|                              | Antanas Mockus - Partia Zielonych                        | 3 134 222     | 21,51% |
|                              | Germán Vargas Lleras- Radykalna Zmiana                   | 1 473 627     | 10,11% |
|                              | Gustavo Petro - Alternatywny Biegun Demokratyczny        | 1 331 267     | 9,14%  |
|                              | Noemí Sanín - Kolumbijska Partia Konserwatywna           | 893 819       | 6,13%  |
|                              | Rafael Pardo - Kolumbijska Partia Liberalna              | 638 302       | 4,38%  |
|                              | Róbinson Devia - Movimiento la Voz de la Consciencia     | 31 338        | 0,22%  |
|                              | Jairo Calderón - Movimiento Apertura Liberal             | 29 151        | 0,20%  |
|                              | Jaime Araújo - Alianza Social Afrocolombiano             | 14 847        | 0,10%  |
| Głosy nieważne               | Głosy nieważne                                           | 432 404       |        |
| Razem (frekwencja 49,24%)    | Razem (frekwencja 49,24%)                                | 14 781 020    | 100%   |
| Źródło:                      |                                                          |               |        |

20 czerwca 2010 w II turze głosowania zdecydowane zwycięstwo  odniósł Juan Manuel Santos, uzyskawszy nieco ponad 69% głosów poparcia. Antanas Mockus zdobył ponad 27,5% głosów. W dniu głosowania bezpieczeństwa w kraju strzegło ok. 350 tys. funkcjonariuszy policji i żołnierzy. Obowiązywała prohibicja oraz zamknięte zostały granice zewnętrzne i porty morskie. W ciągu całego dnia zginęło co najmniej 10 żołnierzy; 7 z nich w wyniku wybuchu min podłożonych przez ELN oraz 3 w czasie walk z FARC. Po ogłoszeniu wygranej, Santos w swoim przemówieniu zobowiązał się do podejmowania wysiłków na rzecz zapewnienia bezpieczeństwa w każdej części kraju. Stwierdził, że czas FARC dobiegł końca i wezwał organizację do uwolnienia wszystkich przetrzymywanych zakładników. Podkreślił zasługi prezydenta Uribe, oznajmiając, że jest to także jego triumf. Zapowiedział skupienie się na tworzeniu miejsc pracy, walki z ubóstwem i zapewnieniu możliwości rozwoju dla wszystkich Kolumbijczyków. Mockus uznał swoją porażkę i pogratulował zwycięstwa rywalowi.
- Wyniki II tury głosowania:

| Kandydat - Partia polityczna | Kandydat - Partia polityczna                             | Liczba głosów | %      |
| ---------------------------- | -------------------------------------------------------- | ------------- | ------ |
|                              | Juan Manuel Santos - Społeczna Partia Jedności Narodowej | 9 004 221     | 69,05% |
|                              | Antanas Mockus - Partia Zielonych                        | 3 588 819     | 27,52% |
| Głosy nieważne               | Głosy nieważne                                           | 744 618       |        |
| Razem (frekwencja 44,48%)    | Razem (frekwencja 44,48%)                                | 13 337 658    | 100%   |
| Źródło:                      |                                                          |               |        |